# قائمة الاحتجاجات المؤيدة للفلسطينيين في الجامعات 2024
تتضمن هذه المقالة قائمة بمظاهرات الجامعات الأمريكية المؤيدة لفلسطين التي بدأت منذ تصاعد الاحتجاجات في 17 أبريل 2024، بدءاً بمظاهرات جامعة كولومبيا المؤيدة لفلسطين. في الولايات المتحدة، حدثت احتجاجات في 45 ولاية من أصل 50 وفي مقاطعة كولومبيا، تضمّنت إقامة معسكرات أو اعتصامات في ما يقرب من 140 حرمًا جامعيًا أمريكيًا حتى تاريخ من 6 مايو. في 7 مايو، انتشرت الاحتجاجات على نطاقٍ أوسع في الجامعات الأوروبية بعد أحداث الاعتقالات الجماعية في جامعة ليفين، واحتلال مباني الحرم الجامعي في جامعة لايبتزغ في ألمانيا، واحتجاجات معهد الدراسات السياسية في فرنسا، وجامعة خنت في بلجيكا. حتى 8 مايو/أيار، اندلعت احتجاجات مؤيدة للفلسطينيين في حرم الجامعات في أكثر من 25 دولة.
انتشرت المظاهرات في البداية في الولايات المتحدة في 22 أبريل، عندما بدأ الطلاب في عدة جامعات في الساحل الشرقي للولايات المتحدة - بما في ذلك جامعة نيويورك، جامعة ييل، كلية إمرسون، معهد ماساتشوستس للتقانة (معهد ماساتشوستس للتكنولوجيا)، وجامعة تافتس - باحتلال (احتجاج) الحرم الجامعي، فضلاً عن تعرضهم لاعتقالات جماعية في نيويورك وفي ييل. ظهرت الاحتجاجات في جميع أنحاء الولايات المتحدة في الأيام التالية، وأنشئت معسكرات الاحتجاج في أكثر من 40 حرمًا جامعيًا. في 25 أبريل، حدثت اعتقالات جماعية في كلية إيمرسون، وجامعة جنوب كاليفورنيا، وجامعة تكساس في أوستن، في الوقت الذي انتشرت فيه الاحتجاجات إلى أوروبا وأستراليا وكندا. أدت حملة القمع المستمرة في 27 أبريل/نيسان إلى اعتقال ما يقرب من 275 شخصًا في جامعة واشنطن في سانت لويس، وجامعة نورثرن إيسترن، وجامعة ولاية أريزونا، وجامعة إنديانا بلومنجتون. وكان من بين المعتقلين عدد من الأساتذة في جامعة إيموري، وفي جامعة واشنطن في سانت لويس ألقي القبض على موظفي الجامعة. في 28 أبريل، اندلعت احتجاجات مضادة في معهد ماساتشوستس للتكنولوجيا وجامعة بنسيلفانيا وجامعة كاليفورنيا (لوس أنجلوس). في 30 أبريل، ألقي القبض على نحو 300 متظاهر في جامعة كولومبيا وكلية مدينة نيويورك؛ وهاجم متظاهرون مناهضون للصهيونية حرم جامعة كاليفورنيا، في اليوم التالي، اعتُقل أكثر من 200 شخص في الجامعة. أعقب ذلك المئات من الاعتقالات في شهر مايو\أيار، كان أبرزها  في معهد الفن (شيكاغو)، وجامعة كاليفورنيا (سان دييغو) ومعهد الموضة للتقانة ‏ في نيويورك.

## الأرجنتين
في 25 أبريل، نظم حوالي 20 طالبًا اعتصامًا في بهو جامعة نيويورك، بهدف إظهار التضامن مع متظاهري جامعة نيويورك في مانهاتن ودعوة المؤسسة إلى قطع العلاقات مع إسرائيل.

## أستراليا

### جامعة سيدني

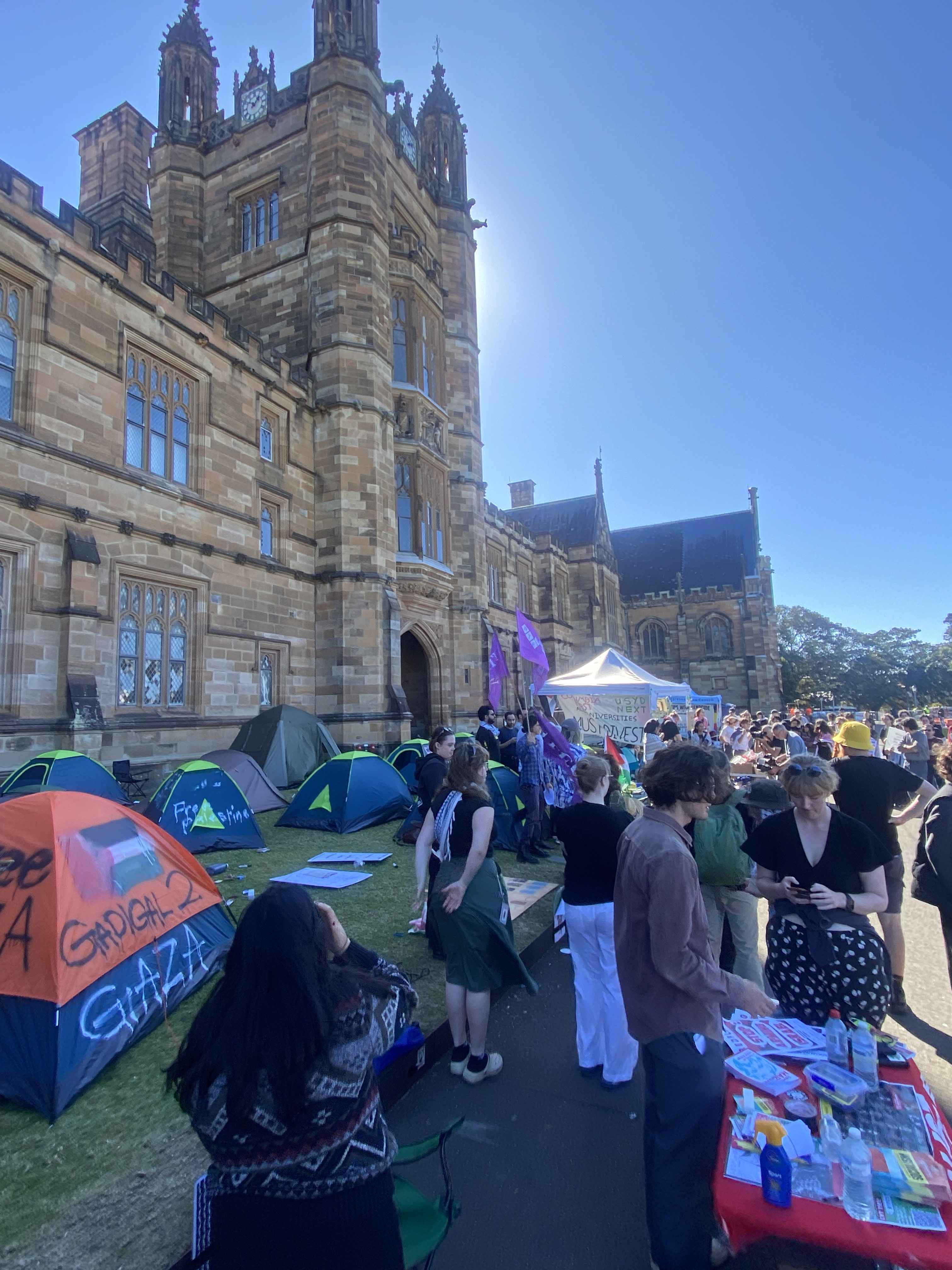
"مخيم التضامن مع غزة" في جامعة سيدني، 26 إبريل 2024

في 23 أبريل، أقيم مخيم في جامعة سيدني، في المربع الرئيسي، أسفل برج الساعة التاريخي. يقول الرئيس التنفيذي للجامعة، مارك سكوت، إنه يسمح باستمرار الاحتجاجات، على الرغم من حوادث مثل الكتابة على الجدران، لأن الاحتجاج وحرية التعبير "جزء من هويتنا".

### جامعة ملبورن
في 25 أبريل، بدأ طلاب جامعة ملبورن إقامة معسكر في الحديقة الجنوبية للحرم الجامعي الرئيسي في باركفيل. وحضر الناشط السياسي اليميني المتطرف آفي يميني مسيرة "لا للكراهية" في 3 مايو لدعم إسرائيل. وكان المتظاهرون المؤيدين لفلسطين يفوقون عدد المتظاهرين الداعمين لإسرائيل، ووقع شجار بينه وبين اثنين من المتظاهرين المؤيدين لفلسطين، زُعم أنه وضع ميكروفون في وجهيهما وقام حارس شخصي بدفع أحدهما على الأرض. في 15 مايو، أقتحم المتظاهرون مبنى آرتس ويست، وأعادوا تسمية المبنى بشكل غير رسمي إلى "قاعة محمود"، في إشارة إلى طالب فلسطيني قُتل في فلسطين قبل أن يبدأ دراسته في جامعة ملبورن. في 16 مايو، أعلن نائب نائب المستشار ميخائيل ويزلي أن شرطة فيكتوريا مخولة باستخدام القوة لطرد المتظاهرين من المبنى. وعقد اجتماع بين المتظاهرين ومديري الجامعات في 17 مايو/أيار، لكن لم يتوصلوا إلى اتفاق.

### جامعة موناش
بدأ مخيم تضامني في جامعة موناش في الأول من مايو. وفي 2 مايو، تعرض المخيم لهجوم من قبل متظاهرين مناهضين يرتدون العلمين الأسترالي والإسرائيلي، وقاموا بتدمير مطبخ المخيم وهزوا خيمة أحد المتظاهرين عندما كان نائماً. بدأ موقع غو فاند مي بتمويل وإصلاح الأضرار الناجمة. بعد تلك الحادثة، أصدر حزب الخضر الفيكتوري [الإنجليزية] بيانًا يدعو إلى توفير حماية أفضل للمتظاهرين. في 8 مايو/أيار، حاول متظاهرون مناهضون اقتحام المسرح الذي ألقيت فيه الخطابات، وتدخل أمن الجامعة وحاول فصلهم عن بعضهم. في 8 مايو، أمر موناش بإزالة لافتات "غير مرحب بالصهاينة"، قائلاً إنها "من المحتمل أن تشكل مضايقة و/أو تشهيرًا". فكك منظمو المخيم المعسكر في 17 مايو/أيار، وصرح بعض المتظاهرين أن هذا لم يكن قرارًا طوعيًا، قائلين إنهم اعتقلوا واحدًا تلو الآخر خلال الأسبوع ومنعوا من دخول منطقة المعسكر تحت التهديد بالتعليق أو الطرد، ويظهر مقطع فيديو ما يقرب 15 حارس أمن يفككون الخيام وأكياس النوم.

### جامعة أديلايد
في الأول من مايو، بدأ مخيم احتجاجي في جامعة أديلايد. قالت الجامعة إنها تدعم حرية التعبير والاحتجاجات القانونية، لكنها لن تتسامح مع خطاب الكراهية أو ترهيب الطلاب أو الموظفين. في 8 مايو، تعرض المحتجون لهجوم بالألعاب النارية بعد الساعة 11 مساءً، مع فيديو التقطه أحد المحتجين يظهر الألعاب النارية تنفجر حول المخيم، بينما كان المحتجون يصرخون "جبناء" لأن الأشخاص المسؤولين عن الألعاب النارية لم يكونوا مرئيين. قال المحتجون إن حادثة مماثلة حدثت في 6 مايو. وأعلنت شرطة جنوب أستراليا أنها تحقق في الحادث، والجامعة تعمل على زيادة الأمن.

### جامعة كوينزلاند
في 29 أبريل، نظم الطلاب في جامعة كوينزلاند مسيرة وأقاموا مخيمًا احتجاجيًا، وأقيم في الوقت نفسه مخيم منافس مؤيد لإسرائيل. في 9 مايو، سار المتظاهرون إلى مركز بوينغ في الحرم الجامعي، حيث قال المتظاهرون، بمن فيهم النائب عن الخضر الأسترالي ماكس تشاندلر-ماثر [الإنجليزية]، إن منتجات بوينغ، بما في ذلك الطائرات والصواريخ والأسلحة الأخرى، "تحصد أرواحًا". احتل المتظاهرون لفترة وجيزة المبنى في 16 مايو، طلبت الجامعة من المحتجين المغادرة، لكن في 18 مايو ادعى المحتجون أنهم لم يكونوا على علم بهذا القرار وأنهم لن يغادروا حتى لو كانوا على علم. في 20 مايو، حظرت الجامعة هتافات "برا، برا، إسرائيل" و"انتفاضة".

### الجامعة الوطنية الأسترالية
بدأ المعسكر في الجامعة الوطنية الأسترالية في 29 أبريل، في 30 أبريل/نيسان، قالت بياتريس تاكر، منظمة المخيم، في مقابلة مع راديو ABC كانبيرا إن "حماس تستحق دعمنا غير المشروط - ليس لأنني أتفق مع استراتيجيتها - لا أتفق تماما مع ذلك، ولكن الوضع الحالي هو إذا كان لديك لا أمل… لا شيء يمكن أن يبرر ما يحدث للشعب الفلسطيني منذ 75 عاما". بحلول 9 مايو، بدأت الإجراءات تعسفية ضد تاكر بناءً على رأيه في المقابلة.
في 15 مايو، طلبت الجامعة الوطنية الأسترالية تفكيك المعسكر، واستدعوا سبعة طلاب للاجتماع، وسيواجهون إجراءات تأديبية إذا لم يحضروا. وفي الاجتماع، تعرضوا للتهديد مرة أخرى باتخاذ إجراءات تأديبية إذا لم يخلوا المكان بحلول 17 مايو. وطُلب من الطلاب تقديم قائمة بأسماء الطلاب الآخرين المشاركين في المعسكر. شعر الطلاب الذين حضروا الاجتماع كما لو أن الاجتماع كان بمثابة تكتيك تخويف يشبه المكارثية. في 28 مايو، نقل المخيم بعد أن هددت الجامعة باستدعاء الشرطة لإخلائه.

### جامعة ديكين
بدأ المخيم الاحتجاجي في جامعة ديكين في 7 مايو، وكان من المقرر أن يستمر حتى 10 مايو، ولكن المخيم استمر بعد هذا التاريخ. بحلول 9 مايو، أعلنت جامعة ديكين أنها تحقق في تهديد موظف بحرق المخيم بالإضافة إلى حوادث كراهية، وكانت الشرطة تحقق في شجار وقع في الجامعة. في 13 مايو، طلبت الجامعة "تفكيك وإزالة المخيم الحالي فورًا"، ولكن المخيم لم يتفرق في ذلك التاريخ وأشار المحتجون إلى أنهم لن يقوموا بتفكيك المخيم. ردت الشرطة، قائلة إنها على علم بالقرار وأنه أمر يخص الجامعة، وأن الشرطة ستستجيب لـ"الانتهاكات المحتملة للسلم أو الجرائم". قال طلاب الجامعة إنهم سيعقدون "مسيرة ختامية" في 22 مايو، وأنه ستُعقد المزيد من الاحتجاجات في الفصل الدراسي المقبل.

### معسكرات أخرى
بدأ المعسكر في جامعة كيرتن في بيرث في الأول من مايو. بحلول 7 مايو، كان هناك معسكرين في ملبورن في معهد ملبورن وجامعة لا تروب.
طالب طلاب جامعة لا تروب بقطع العلاقات مع شركة هانيويل، التي تصنع محركات الطائرة بدون طيار General Atomics MQ-9 Reaper، التي يستخدمها الجيش الإسرائيلي. أمرت الجامعة الطلاب بالمغادرة في 17 مايو، مشيرًا إلى مشكلات تتعلق بالسلامة كسبب لإصدار الأمر، على الرغم من عدم تعطيل الفصول الدراسية وعدم وجود ما يشير إلى التخريب أو احتلال المباني أو إتلاف الممتلكات، على عكس المعسكرات الأخرى في ملبورن. بدأ الجامهة الإجراءات التأديبية في 20 مايو، وفي 21 مايو فكك المعسكر.
أقامت جامعة ولونغونغ معسكرًا في 8 مايو، حيث طالب المتظاهرون الجامعة بقطع العلاقات مع شركة تصنيع الصلب المحلية بيسالوي، التي تزود الشركات الإسرائيلية بالفولاذ المدرع.
أنشأ الطلاب في حرم ساندي باي بجامعة تسمانيا مخيمًا تضامنيًا في 7 مايو. وكان أحد مطالبهم هو أن تقطع الجامعة علاقاتها مع شركة هينسولدت [الإنجليزية] الألمانية متعددة الجنسيات، لأنها تزود إسرائيل بالرادار وأنظمة المراقبة الأخرى.

## النمسا
في 6 مايو، كان هناك مخيم تضامني في جامعة فيينا. وفي اليوم التالي، بدأ المتظاهرون اعتصامهم في الجامعة. في 8 مايو، جرت مظاهرة مضادة مؤيدة لإسرائيل في الحرم الجامعي. وقامت الشرطة بتفريق المخيم الذي استمر لمدة ثلاثة أيام في 9 مايو.

## بنغلاديش
نظم آلاف الأشخاص مسيرة احتجاجية في جامعة دكا في 6 مايو.

## بلجيكا
في 6 مايو، احتج قرابة 100 طالب من جامعة غنت. وقال الطلاب إن الاحتجاج سيستمر حتى 8 مايو/أيار، كما احتل المتظاهرون مبنى في جامعة بروكسل الحرة. وفي 13 مايو/أيار، احتلت الاحتجاجات المباني في جامعة بروكسل الحرة الناطقة بالهولندية، وجامعة الأبحاث الكاثوليكية لوفان.
في 17 مايو/أيار، أعلن رئيس الجامعة ريك فان دي والي أنه سيقطع العلاقات مع ثلاث مؤسسات بحثية إسرائيلية قال إنها لم تجتاز "اختبار حقوق الإنسان بجامعة خنت". في 31 مايو، بعد عدة أسابيع من الاحتجاجات، أعلنت جامعة خنت أنها ستقطع علاقاتها مع جميع الجامعات والمؤسسات البحثية الإسرائيلية 

## البرازيل
في 7 مايو، بدأ المحتجون في جامعة ساو باولو احتلال مبنى الجامعة.

## كندا
في 22 أبريل، أقام الطلاب معسكرًا في جامعة ألبرتا في إدمونتون. وبعد أسبوع، في 29 أبريل، كان هناك معسكر يضم حوالي 30 خيمة في حرم بوينت جراي بجامعة كولومبيا البريطانية، في فانكوفر. وحضر حوالي 100 متظاهر في يومها الأول، مطالبين المؤسسة بسحب استثماراتها من إسرائيل.

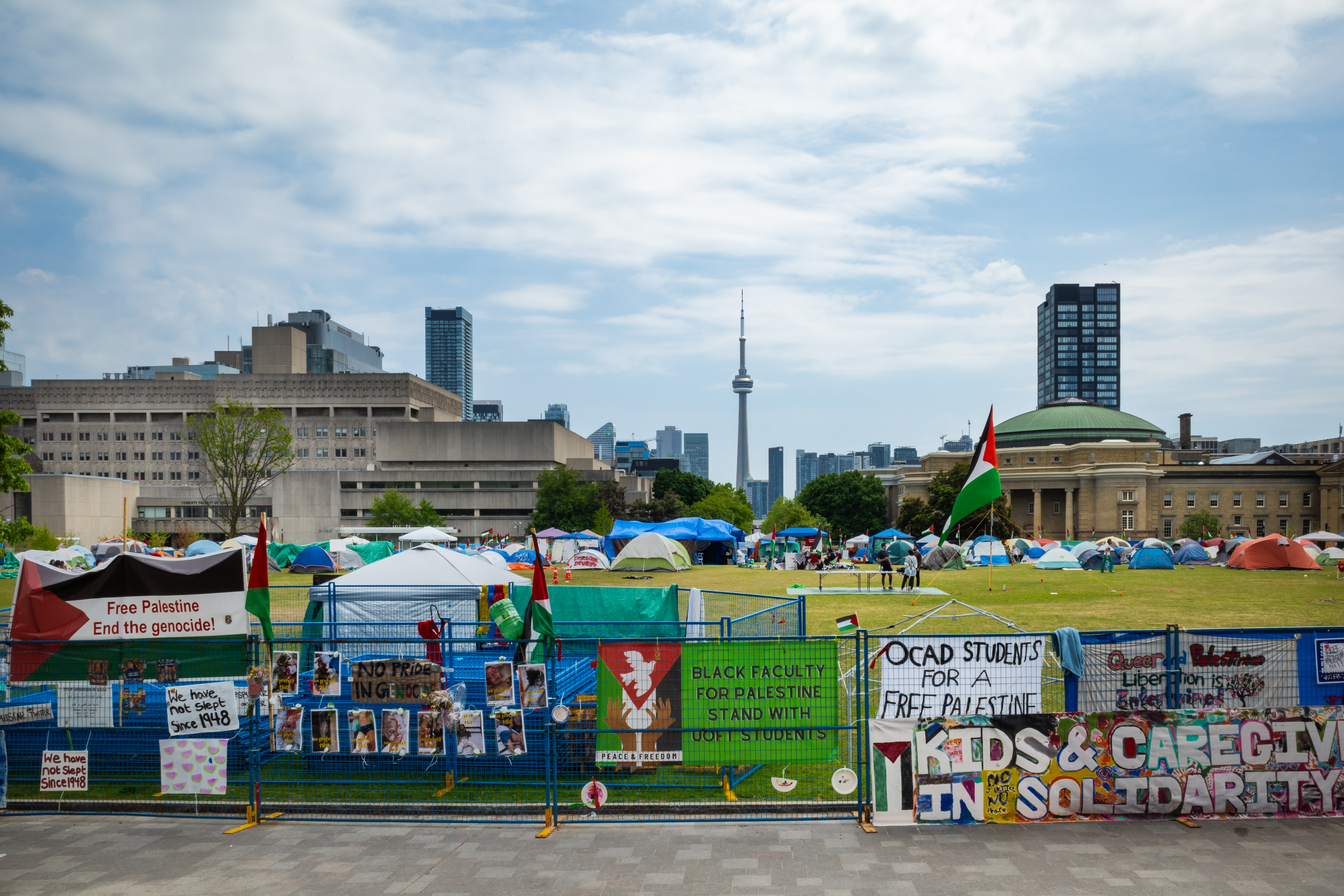
معسكر جامعة تورنتو اعتبارًا من 20 مايو 2024.

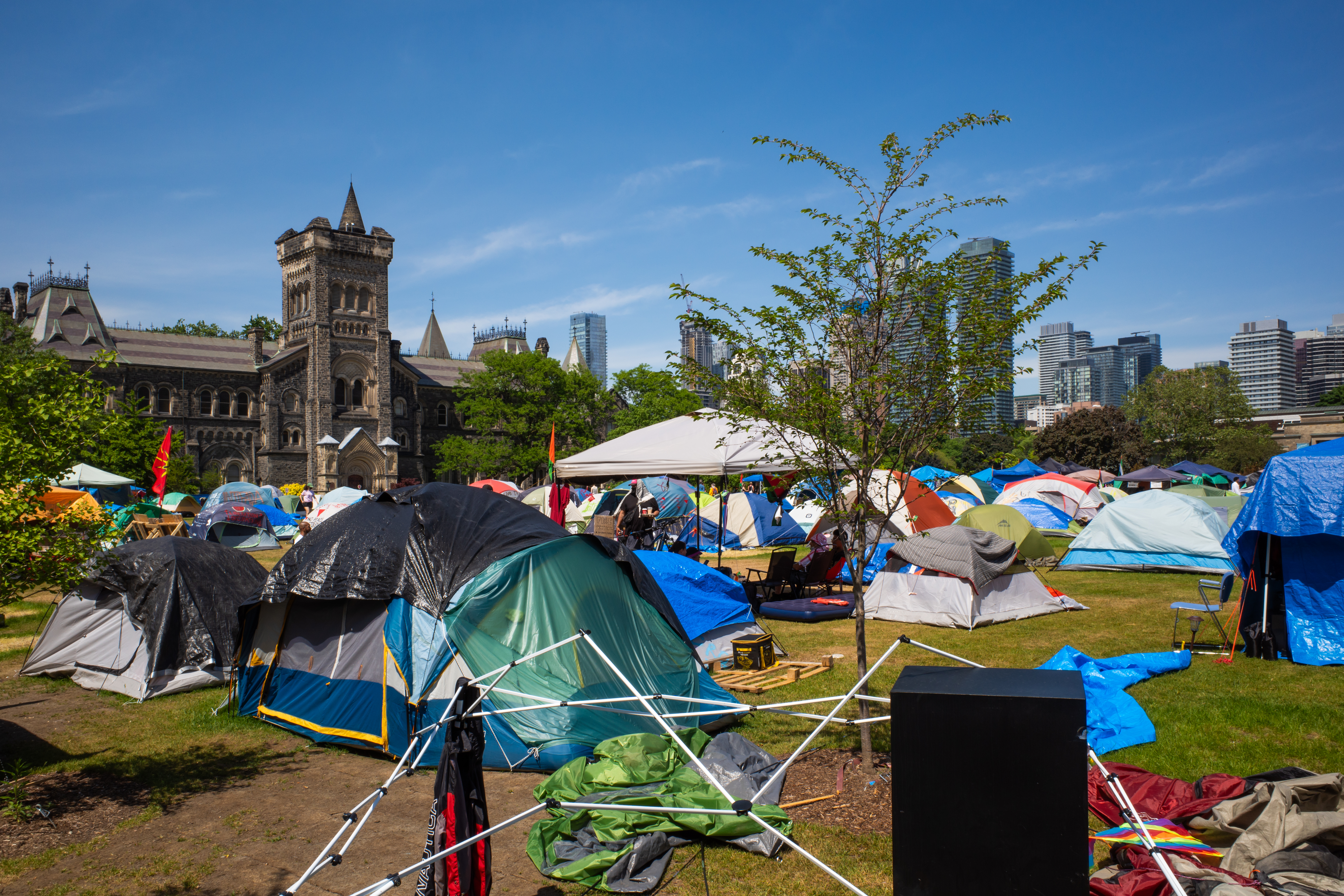
معسكر جامعة تورنتو في 26 مايو 2024.

في الأول من مايو، بني مخيم احتجاجي خارج قاعة تاباريت في جامعة أوتاوا. وعلى جزيرة فانكوفر، كانت هناك مخيمات في جامعة فيكتوريا وجامعة جزيرة فانكوفر؛ كما كان هناك مخيم احتجاجي لفترة قصيرة في جامعة ويسترن أونتاريو، استمر ليوم واحد قبل أن يفكك. في اليوم التالي، أقام الطلاب في جامعة تورنتو مخيمًا يتألف من حوالي 50 خيمة في كينغز كوليدج سيركل. في 5 مايو، أنشأ مخيم احتجاجي في جامعة ماكماستر، ونظم احتجاج في جامعة واترلو في اليوم التالي. في 7 مايو، أنشأ مخيم احتجاجي في جامعة مانيتوبا، وكان من المقرر أن يستمر لمدة ثلاثة أيام. نُظمت احتجاجات في جامعة ترينت وجامعة إميلي كار في اليوم التالي. في 9 مايو، أنشأ مخيم احتجاجي في جامعة وندسور، واستخدمت الشرطة في كالغاري قنابل صاعقة لإزالة المحتجين من مخيم احتجاجي أُقيم في جامعة كالغاري. وفي اليوم التالي، نُظمت مظاهرة تمثيلية للموت في جامعة ميموريال في نيوفاوندلاند.
في 12 مايو، أنشأ معسكر في جامعة دالهوزي، ومعسكر في جامعة واترلو في اليوم التالي. ومعسكر في جامعة كولومبيا البريطانية أوكاناغان [الإنجليزية] في مايو 14، ونظمت احتجاجات في جامعة ساسكاتشوان وجامعة ريجينا في 17 مايو. ومعسكر في جامعة غويلف في 21 مايو، وأقام الطلاب الملتحقين بجامعة ميموريال في نيوفاوندلاند ولابرادور معسكرًا خارج مبنى الفنون والإدارة في سانت جونز.
في 3 يونيو/حزيران، احتل المتظاهرون مبنى جامعة كونكورديا لمدة ساعة تقريبًا. في 5 يونيو أنشأ معسكر في جامعة يورك، والذي فككته شرطة تورنتو لاحقًا في 6 يونيو.
وافقت جامعة واترلو على عدة مطالب بالكشف عن الاستثمارات مع الشركات الإسرائيلية واتخاذ قرارات بشأنها على أساس حقوق الإنسان وعوامل اجتماعية أخرى في 7 يونيو.

### جامعة ماكغيل

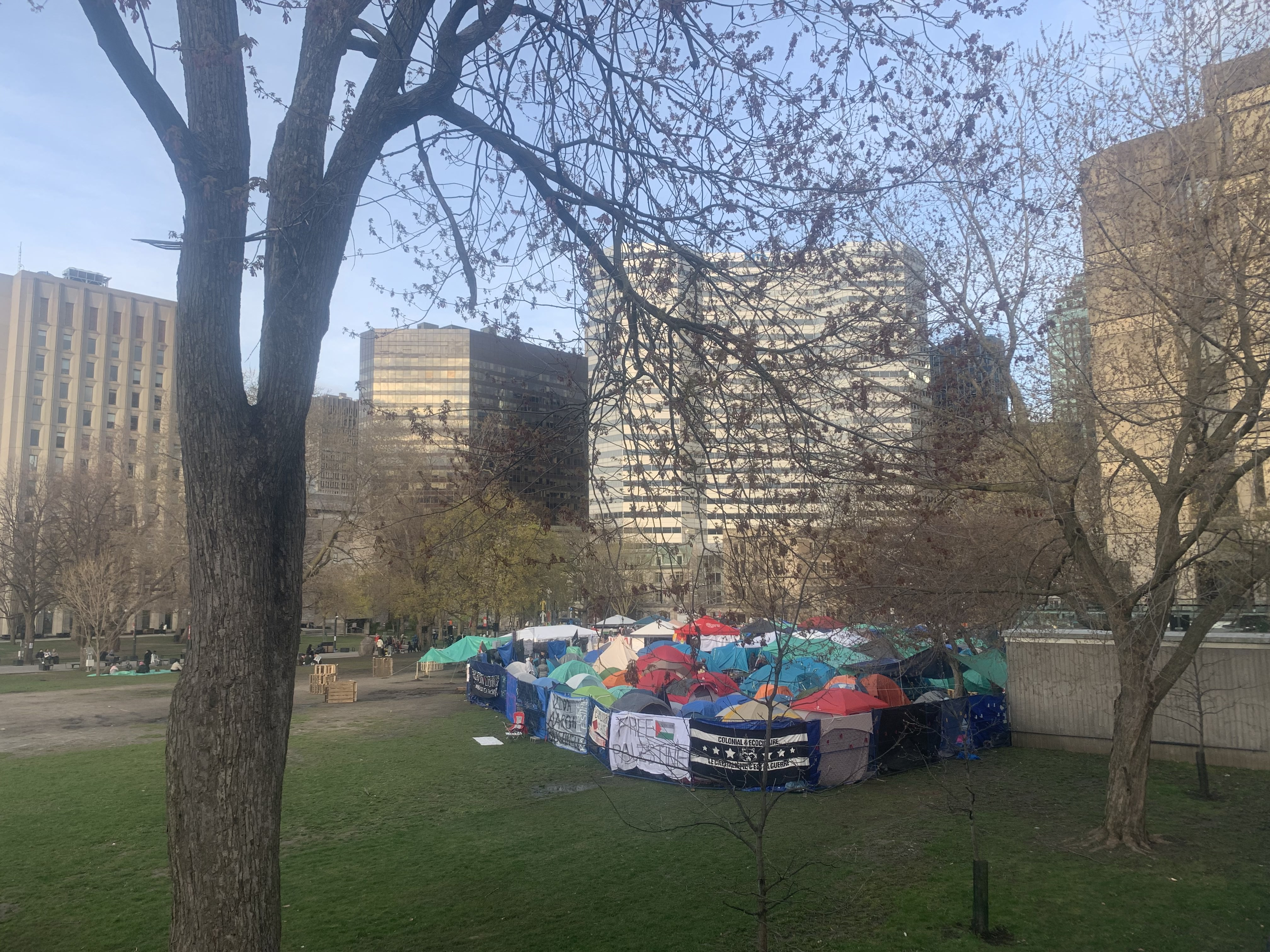
ما يقرب من 80 خيمة تشكل المخيم في جامعة ماكغيل، مونتريال، 2 مايو 2024

في 27 أبريل، نصب مخيم يضم حوالي 20 خيمة على أرض جامعة ماكغيل في مونتريال، مما دعا الجامعة وجامعة كونكورديا القريبة إلى قطع العلاقات مع إسرائيل. نما المخيم منذ ذلك الحين إلى حوالي 100 خيمة ويشغله الطلاب وأعضاء هيئة التدريس من جامعات مختلفة في مونتريال. أعلن كل من رئيس جامعة ماكغيل ورئيس وزراء كيبيك، فرانسوا ليغولت، أن المعسكر غير قانوني ودعا شرطة مونتريال إلى تفكيكه. ولكنهم لم يستجيبوا للطلب. ووصفوا الاحتجاج بأنه سلمي.

## كوستاريكا
نصب معسكر في جامعة كوستاريكا في الأول من مايو. وقال المنظمون إن المخيم أقيم تضامنا مع فلسطين والطلاب المحتجين في الولايات المتحدة.

## كوبا
في 3 مايو، نظم طلاب جامعة هافانا مسيرة لدعم فلسطين والاحتجاجات الطلابية في الولايات المتحدة.

## الدنمارك
نصب معسكر مؤيد لفلسطين في جامعة كوبنهاغن. وقبض على حوالي 125 ناشطًا عندما حاولت الشرطة تفريقهم في 7 مايو/أيار، في 28 مايو/أيار، أعلنت جامعة كوبنهاغن أنها ستسحب استثماراتها من الشركات التي تعمل في الأراضي الفلسطينية المحتلة، بما في ذلك AirBnB، و Booking.com؛ وفي 2 يونيو أنهى المحتجون المخيم. ومع ذلك، حذر المتظاهرون من إمكانية إنشاء معسكر جديد في المستقبل إذا لم تحافظ الجامعة على التزامها بسحب الاستثمارات.

## مصر
نظم طلاب الجامعة الأمريكية بالقاهرة احتجاجًا في 22 أبريل، مطالبين الجامعة بسحب استثماراتها من شركتي هيوليت باكارد وأكسا.

## فنلندا
في 6 مايو، نُظم مخيم احتجاجي في جامعة هلسنكي. في 15 مايو/أيار، اعتقلت الشرطة 13 متظاهراً في الجامعة بعد احتجاج داخل المبنى الرئيسي. في 21 مايو، أعلن رئيس الجامعة أنه سيقطع العلاقات مع الجامعات الإسرائيلية وينهي برامج التبادل الطلابي. وقد استلهمت هذه الحركة إجراءات مماثلة في النرويج، حيث قطعت خمس جامعات علاقاتها مع المؤسسات الإسرائيلية.

## فرنسا
وفي 25 نيسان/أبريل، أقام طلاب جامعة السوربون في باريس مخيما مؤيداً لفلسطين في الساحة الرئيسية للجامعة. وبعد أربعة أيام، قامت الشرطة بإخراج عشرات الطلاب من الفناء. في 7 مايو، اقتحم حوالي مائة طالب المدرج في جامعة السوربون حتى أخرجتهم الشرطة.

### المدرسة العليا للأساتذة
أقام الطلاب معسكرًا في المدرسة العليا للأساتذة في باريس في 21 مايو. وبعد يومين أعلنت المدرسة إغلاقها حتى انتهاء الاحتجاجات.

## ألمانيا
في 25 أبريل، نظم طلاب جامعة نيويورك برلين مسيرة تضامنية مع طلاب جامعة نيويورك. في 3 مايو، قامت الشرطة بإبعاد العديد من المتظاهرين من اعتصام في جامعة هومبولت في برلين. في 7 مايو، قامت الشرطة بتفكيك المعسكر الذي نصب في جامعة برلين الحرة، وفي جامعة لايبزيغ، اقتحم 50 إلى 60 شخصًا قاعة المحاضرات.

## اليونان
أقام المتظاهرون معسكرًا في كلية الحقوق بالجامعة الوطنية وجامعة كابوديستريا في أثينا. قامت الشرطة بتفكيك المخيم واعتقلت 28 شخصًا في 14 مايو/أيار، اعتبارًا من 27 مايو/أيار، قد يرحل 9 من أصل 27 متظاهرًا من الدول الأوروبية.

## الهند
في 30 أبريل، احتج طلاب جامعة جواهر لال نهرو على الزيارة المقررة للسفير الأمريكي لدى الهند إريك جيرسيتي إلى الحرم الجامعي وتضامنًا مع المتظاهرين في الولايات المتحدة. والتي تأجلت بسبب الاحتجاجات.

## إندونيسيا
نظم العشرات من طلاب جامعة بادجادجاران تحركًا تضامنيًا للدفاع عن فلسطين في 2 مايو 2024 ردًا على أعمال العنف واعتقال الطلاب الذين احتجوا على الحرب في غزة في الولايات المتحدة.
نظم مئات الطلاب نشاطًا لمعسكر التضامن في جامعة إندونيسيا في 3 مايو 2024. وخلال الحدث، أدانوا الإبادة التي ترتكبها إسرائيل ضد الفلسطينيين وطالبوا بالاستقلال الكامل لفلسطين.

## العراق
نظمت مسيرة احتجاجية في حرم جامعة بغداد.

## أيرلندا
أقام الطلاب في كلية الثالوث في دبلن معسكرًا في 3 مايو. وأعقب ذلك إصدار غرامة قدرها 214 ألف يورو على اتحاد طلاب كلية ترينيتي في دبلن في الأول من مايو بسبب الاحتجاجات التخريبية في وقت سابق من العام. وانتهى المخيم في 8 مايو/أيار بعد أن وافقت الجامعة على قطع العلاقات مع الشركات الإسرائيلية.
في 11 مايو، أقام حوالي 100 طالب معسكرًا في جامعة كلية دبلن. في 14 مايو، نصب معسكر في كلية جامعة كورك.

## إسرائيل
نظمت مظاهرة مؤيدة للفلسطينيين في الجامعة العبرية في القدس يوم 28 مايو. وفي الوقت نفسه، نظمت منظمة "إن أردتم" احتجاجًا مضادًا.

## إيطاليا

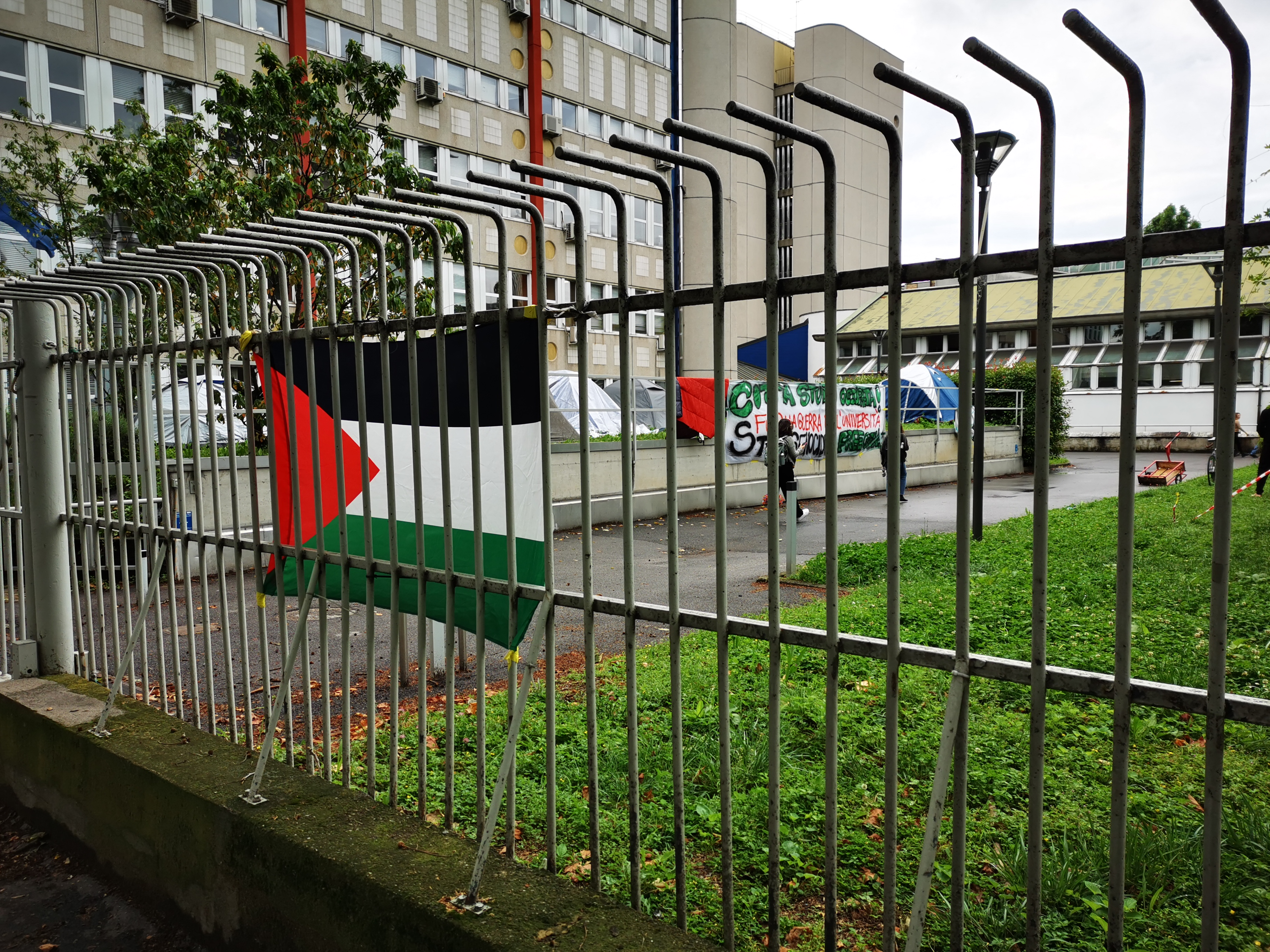
المعسكر في جامعة ميلانو ، 23 مايو 2024

وقعت احتجاجات طلابية في جامعة لا سابينزا، وجامعة نابولي فيدريكو الثاني. في 5 مايو، نصب معسكر في جامعة بولونيا. في أعقاب احتجاج المخيم في جامعة فلورنسا، صوت مجلس الشيوخ بالجامعة لصالح قرار يدعو إلى وقف إطلاق النار في غزة.
نصب معسكر عند مدخل جامعة سيينا في 13 مايو. وفي نفس اليوم، نصبت معسكرات في جامعة بيزا، وجامعة كا فوسكاري في البندقية. وفي 15 مايو، أقيمت المعسكرات في جامعة جنوة، جامعة بارما، جامعة باري، جامعة باليرمو، وجامعة ماشيراتا. كما نصب معسكر في جامعة تورينو في 16 مايو، وفي جامعة ترينتو في 17 مايو  ومعسكر في جامعة ميلانو.

## اليابان
نظمت احتجاجات في جامعة طوكيو وجامعة واسيدا. ونصب مخيم تضامني في جامعة طوكيو في 27 أبريل، تبع ذلك المزيد من المعسكرات بعد فترة وجيزة في جامعة واسيدا، وجامعة صوفيا، وجامعة تاما للفنون، والجامعة المسيحية الدولية في طوكيو، وكذلك جامعة هيروشيما، وجامعة كيوتو. ونظم احتجاجاً في جامعة أوياما غاكوين في 10 مايو.

## الكويت
في 29 أبريل، نظم اعتصاماً في كلية العلوم بجامعة الكويت في مدينة الكويت. وضمت الوقفة الاحتجاجية أعضاء هيئة التدريس والطلبة.

## لبنان
في 30 أبريل/نيسان، تجمع أكثر من 200 شخص في ساحة الحرم الجامعي بالجامعة الأمريكية في بيروت، بإذن من الإدارة للاحتجاج لمدة ساعتين. كما جرت مظاهرات في الجامعة اللبنانية الأميركية وجامعات أخرى.

## المكسيك

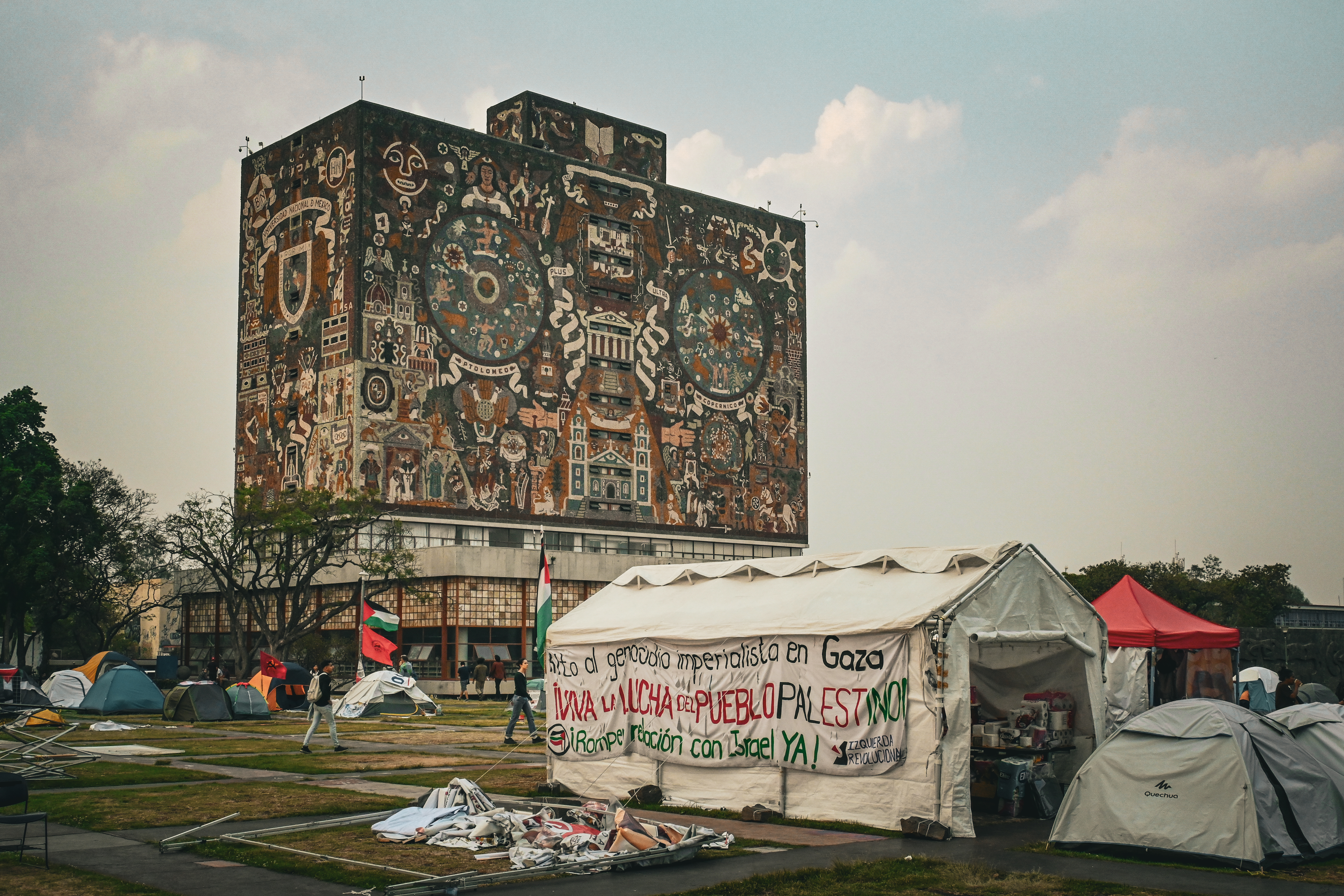
معسكر في أومام، 14 مايو

في 2 مايو/أيار، أقام المتظاهرون المؤيدون لفلسطين مخيمًا خارج المكتب الرئيسي للجامعة الوطنية المستقلة في المكسيك في مدينة مكسيكو.

## المغرب
في مايو/أيار، نُظمت احتجاجات في عدة جامعات في المغرب، بما في ذلك جامعة شعيب الدكالي، وجامعة مولاي إسماعيل، وجامعة عبد المالك السعدي، وجامعة محمد الخامس.

## هولندا
جرت احتجاجات في جامعة أترخت وجامعة دلفت للتكنولوجيا في 7 مايو. في 8 مايو، نصب معسكر جديد في جامعة أترخت، الذي فكك في الصباح الباكر من يوم 9 مايو.

### جامعة أمستردام

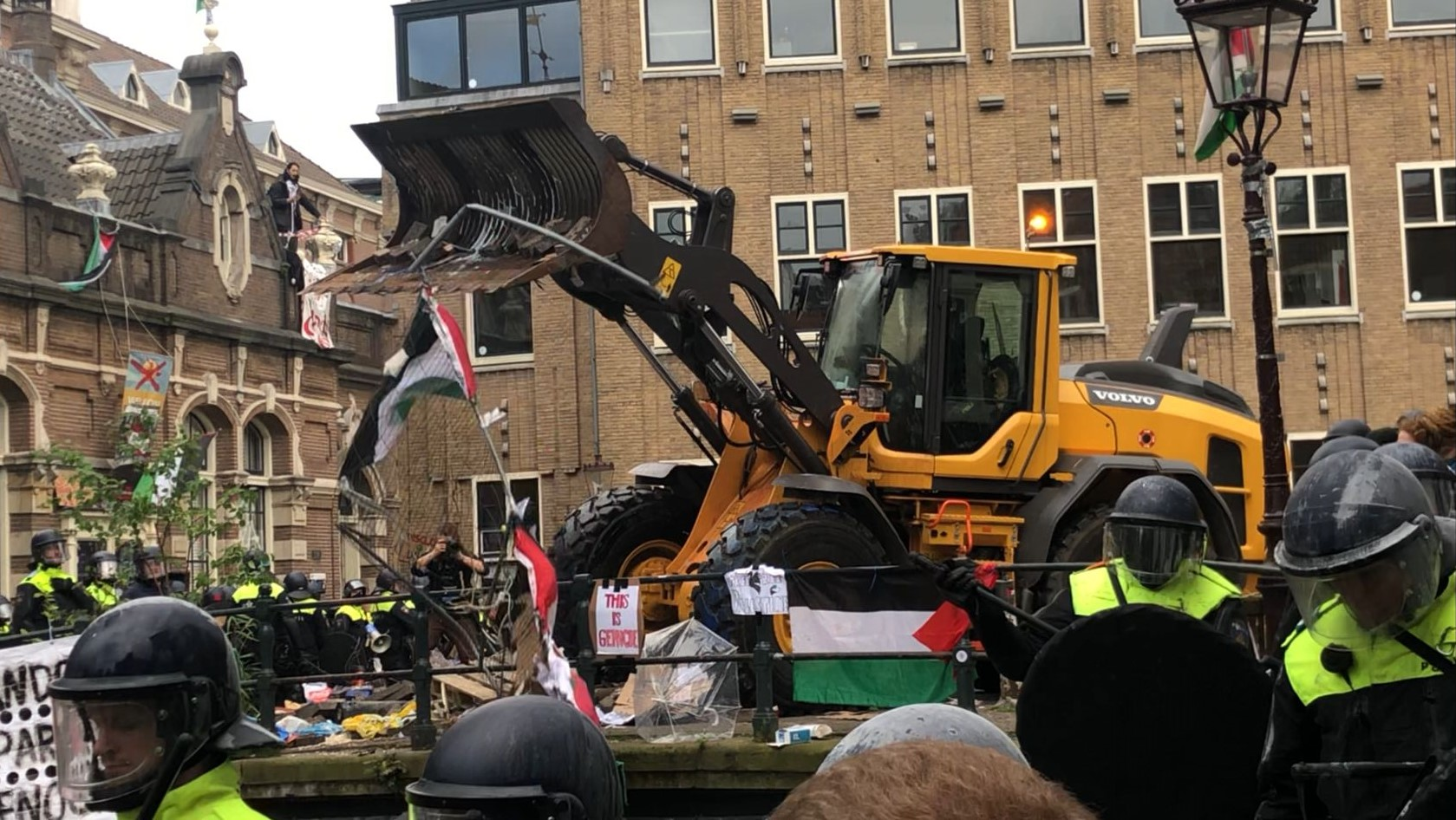
جرافة تهدم حاجزًا في جامعة أمستردام، 7 مايو

### جامعة رادبود نيميغن

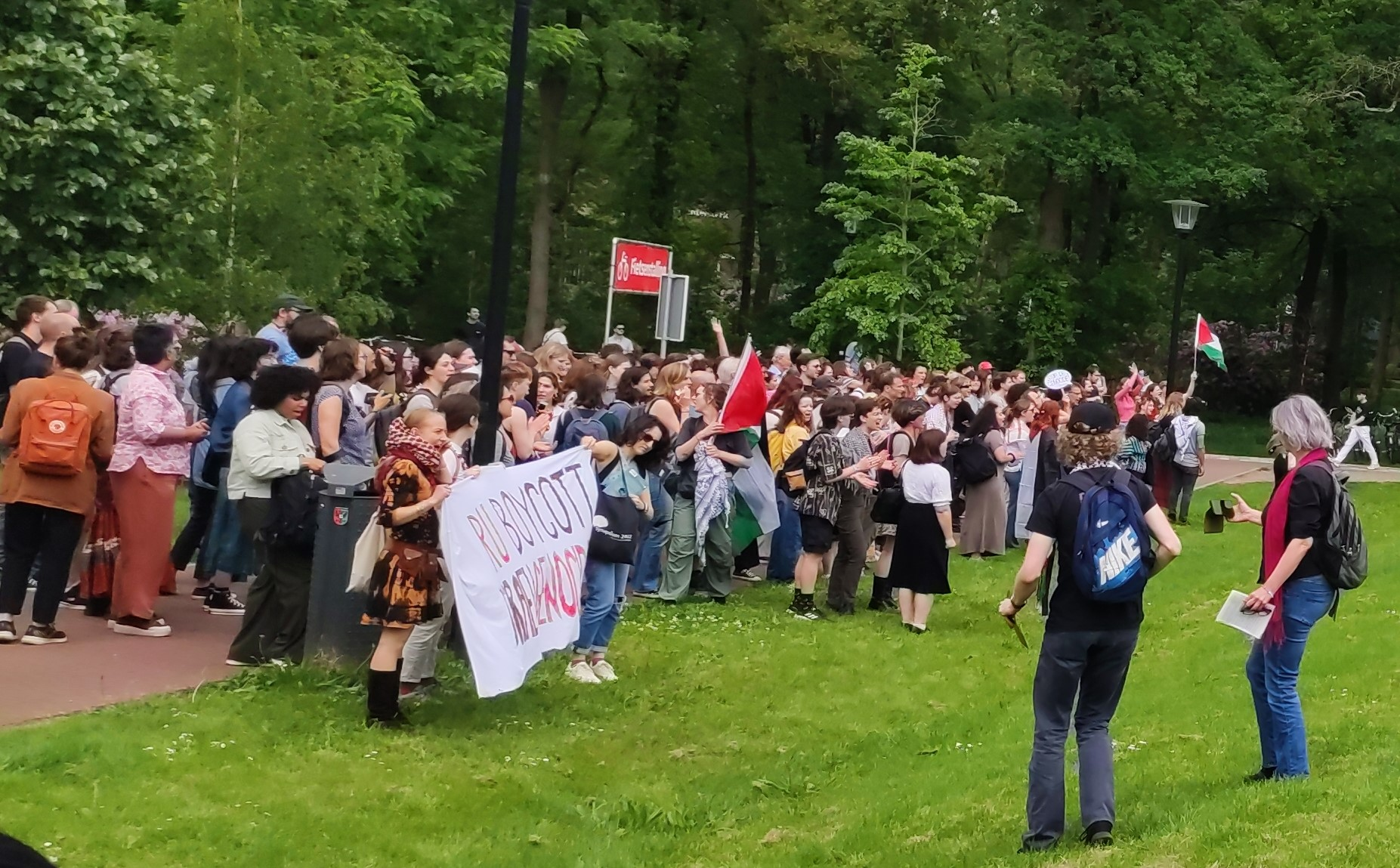
المتظاهرون في جامعة رادبود نايميخن، 14 مايو 2024

## نيوزيلندا
في الأول من مايو، نظم المتظاهرون المؤيدون لفلسطين احتجاجًا خارج جامعة أوكلاند. على الرغم من أن المتظاهرين كانوا قد خططوا في البداية للتخييم طوال الليل، إلا أن المنظم ليان خليل، الرئيس المشارك لفرع جامعة أوكلاند لطلاب من أجل العدالة في فلسطين، ألغى المخيم بعد أن أرسل نائب المستشار رسالة بريد إلكتروني تفيد بأن الجامعة ستسمح بالاحتجاجات والمسيرات ولكن وليس معسكرات ليلية.
في 21 مايو/أيار، خيم 60 طالبًا ومتظاهرًا في مقر جامعة كانتربري لمطالبة الجامعة بسحب استثماراتها من إسرائيل والكشف عن محفظتها الاستثمارية. وقامت الشرطة وسلطات الجامعة بمراقبة الاحتجاج.
في 23 مايو، احتج الطلاب والموظفون تضامنًا مع فلسطين في العديد من الجامعات النيوزيلندية بما في ذلك جامعة كانتربري، وجامعة أوكلاند، وجامعة وايكاتو، وجامعة فيكتوريا في ويلينغتون، وجامعة أوتاغو، وجامعة ماسي. دعت المتحدثة باسم الاحتجاج سارة يوسف الجامعات النيوزيلندية إلى الكشف عن العلاقات مع المؤسسات التابعة لإسرائيل وقطعها، والتنديد العلني بكراهية الإسلام ومعاداة السامية و"الإبادة الجماعية" في غزة.

## بنما
في 30 مايو، أطلق المتظاهرون في جامعة بنما صيحات استهجان على السفير الإسرائيلي إيتاي باردوف خلال زيارة مقررة للجامعة.

## بولندا
نظم احتجاج في جامعة وارسو في 17 مايو، وفي 27 مايو، نصب معسكر في جامعة ياغيلونيا في كراكوف.

## البرتغال
في 6 مايو، أقام الطلاب معسكرًا داخل كلية علم النفس بجامعة لشبونة؛ المطالبة بوقف إطلاق النار "الفوري وغير المشروط" لإنهاء الإبادة الجماعية في غزة، والقطع التام للعلاقات مع إسرائيل ووقف الوقود الأحفوري. ولم يؤثر الاحتجاج على الفصول الدراسية. وفي ليلة 9 مايو، ألقت شرطة الأمن العام القبض على ثمانية طلاب. كما نصب معسكر في جامعة قلمرية، ونظمت احتجاجات في جامعة بورتو.

## رومانيا
نصب طلاب جامعة بوخارست معسكراً احتجاجياً في 20 مايو.

## سلوفينيا
اقتحم المتظاهرون مبنى جامعة ليوبليانا في 12 مايو. وغادروا بعد ستة أيام.

## جنوب أفريقيا
في 13 مايو، نصب معسكر يعرف باسم "liberated zone" في جامعة ويتواترسراند. ونصب معسكر آخر في جامعة كيب تاون في 16 مايو.

## كوريا الجنوبية
نظم اعتصام في جامعة سول الحكومية في 8 مايو.

## إسبانيا

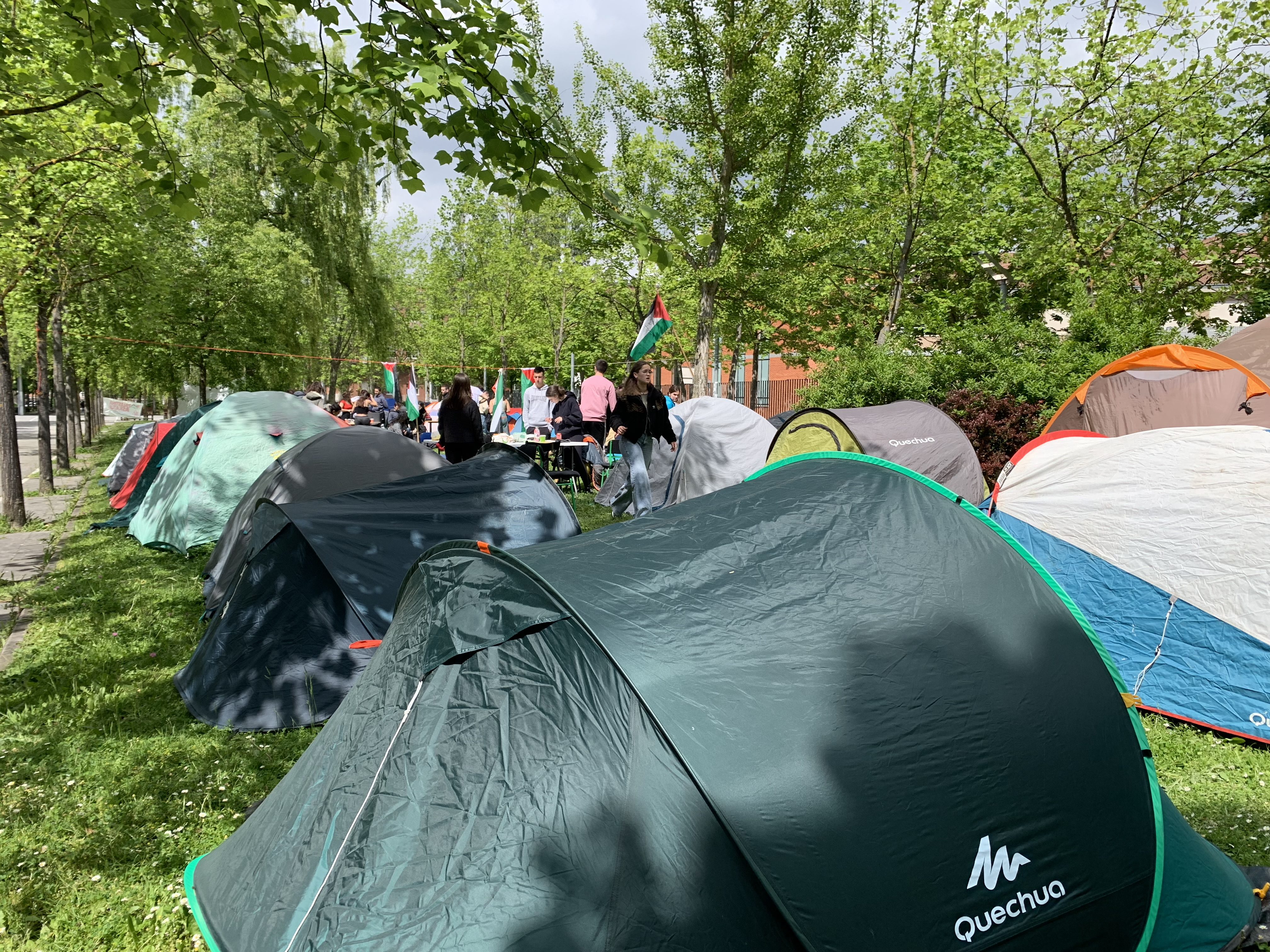
معسكر في جامعة إقليم الباسك، 10 مايو

في 29 أبريل، أقام أكثر من 60 طالبًا وعضو هيئة تدريس بجامعة بلنسية مخيمًا داخل مبنى الكلية. ودعا المتظاهرون مؤسستهم إلى قطع العلاقات مع الجامعات الإسرائيلية، وأعربوا عن نيتهم نقل المخيم إلى خارج الجامعة في نهاية المطاف.
وأقيم معسكر آخر في جامعة برشلونة، وجامعة إقليم الباسك في 6 مايو. وفي 8 مايو/أيار، صوت مجلس الشيوخ في جامعة برشلونة لصالح قطع جميع العلاقات مع إسرائيل. ونصب معسكر في جامعة كومبلوتنسي بمدريد في 7 مايو. وبعد تسعة أيام من المخيم، وافقت جامعة غرناطة على قطع العلاقات مع الجامعات الإسرائيلية.

## السويد
نظمت احتجاجات في جامعة ستوكهولم حيث نصب المتظاهرون الخيام ودعوا إلى إنهاء الاحتلال الإسرائيلي، وشاركت الناشطة غريتا ثونبرج في الاحتجاج.
في 14 مايو، نصبت معسكرات في جامعة غوتنبرغ والمعهد الملكي للتكنولوجيا وجامعة لوند.
ومعسكر في جامعة أوميا في 15 مايو.
في 29 مايو، نظم احتجاجاً حول زيارة نائب رئيس الوزراء إيبا بوش إلى المعهد الملكي للتكنولوجيا. وقبض على عشرين طالبا. وفي اليوم نفسه، قامت الشرطة بتفكيك مخيم جامعة لوند، كان مقامًا لمدة 16 يومًا. وصرح المتظاهرون عن وحشية التعامل معهم من قبل الشرطة. واعتقل 40 طالباً منهم.

## سويسرا
في 7 مايو، احتل المتظاهرون مباني في ثلاث جامعات سويسرية - مدرسة لوزان الاتحادية للعلوم التطبيقية، والمعهد التقني في زيورخ، وجامعة جنيف.
في 12 مايو/أيار، احتل المتظاهرون المؤيدون لفلسطين مبنى في جامعة برن. وقامت الشرطة بطردهم من المبنى بعد ثلاثة أيام.

## تونس
في 30 أبريل نظم طلاب معهد الصحافة وعلوم الإخبار (جامعة منوبة) اعتصاماً حاشداً.

## تركيا
نظمت احتجاجات في جامعة غازي في 3 مايو/أيار. واندلع قتال بين المتظاهرين المؤيدين لفلسطين والقوميين الأتراك خلال الاحتجاج.

## المملكة المتحدة

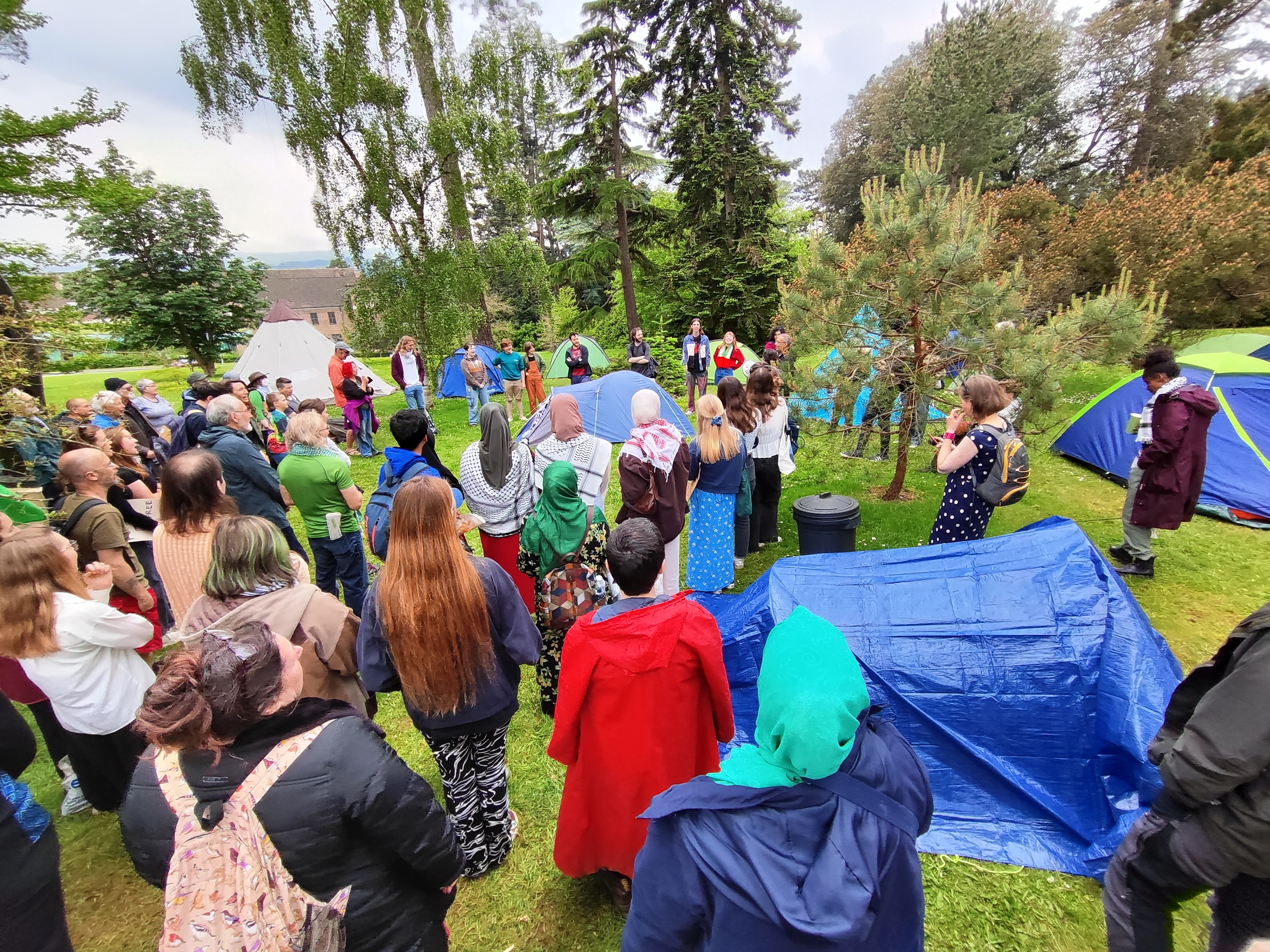
المعسكر في جامعة إكستر، 18 مايو 2024

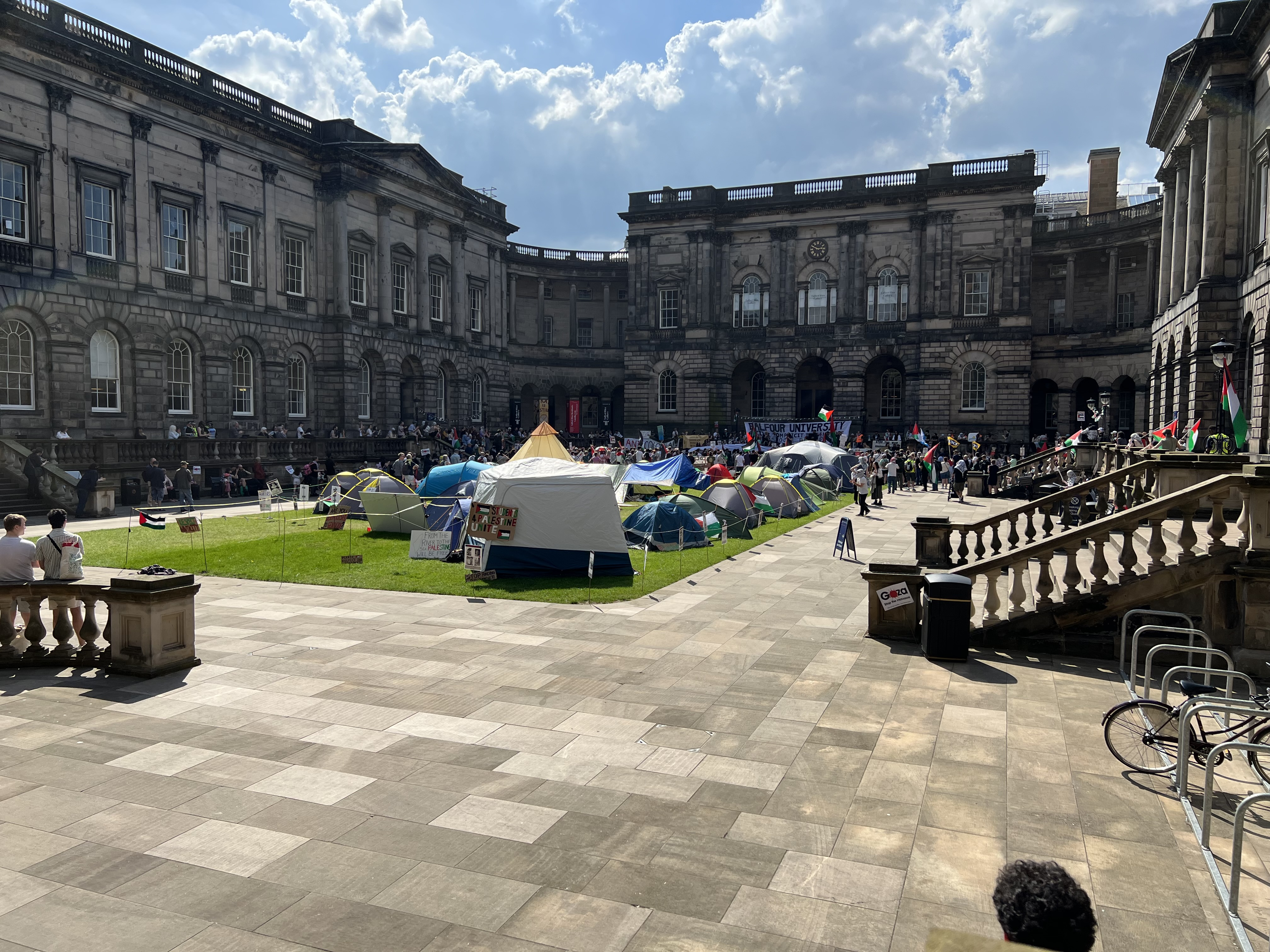
المعسكر في جامعة إدنبره، 11 مايو 2024

اعتبارًا من فبراير ومارس، كانت احتجاجات مماثلة ودعوات لسحب الاستثمارات قد حدثت بالفعل في جولدسميث، جامعة لندن، وجامعة ليدز، وجامعة برستل. بعد حملة من الطلاب، أعلنت جامعة يورك في 27 أبريل أنها "لم تعد تحتفظ باستثمارات في الشركات التي تصنع أو تبيع بشكل رئيسي الأسلحة والمنتجات أو الخدمات المتعلقة بالدفاع".
في مساء يوم 19 أبريل، اقتحم طلاب جامعة وويك ساحة الحرم الجامعي. في 22 أبريل، نظم طلاب من جمعية فلسطين بجامعة ليستر احتجاجًا. في 26 أبريل، نظم طلاب كلية لندن الجامعية احتجاجاً حاشدًا في الحرم الجامعي، اجتمعت منظمة "العمل من أجل فلسطين" في جامعة كاليفورنيا مع كبار أعضاء إدارة الجامعة، في 26 نيسان/أبريل ناقشت معهم سحب الاستثمارات واقتراح مساعدة الطلاب الفلسطينيين الذين دمرت جامعاتهم.
في 1 مايو، نصبت معسكرات في جامعة برستل، وجامعة ليدز، وجامعة مانشستر، وجامعة نيوكاسل، بالإضافة إلى معسكر مشترك بين جامعة شيفيلد وجامعة شيفيلد هالام. في 3 مايو، أقتحم المتظاهرون مكتبة جولدسميث بجامعة لندن. وافقت إدارة مكتبة غولدسميث على مطالب المحتجين، بتسمية المبنى على اسم الصحفية الفلسطينية شيرين أبو عاقلة، وإقامة رمز في الحرم الجامعي لإحياء ذكرى الاحتجاج.
في الأسبوع التالي، أقام المتظاهرون معسكرات في جامعة أكسفورد، وجامعة كامبريدج، وكلية الدراسات الشرقية والإفريقية، وجامعة ليفربول في 6 مايو، وفي اسكتلندا، نصبت معسكرات في جامعة أبردين وجامعة إدنبرة. في 7 مايو، نظم المتظاهرون في جامعة الملكة بلفاست اعتصامًا دعمًا لفلسطين. ومن بين المطالب الأخرى، دعا المتظاهرون إلى عزل هيلاري كلينتون من منصب مستشارة الجامعة. في 8 مايو، أقتحمت ساحة أبركرومبي [الإنجليزية] في جامعة ليفربول وأعيدت تسميتها بشكل غير رسمي على اسم الشاعر الغزاوي المقتول رفعت العرعير. ونصب معسكر في جامعة بانغور في نفس اليوم. في 9 مايو، أقام المتظاهرون في جامعة لانكستر مخيمًا داخل الحرم الجامعي. وفي اليوم التالي، أقيمت المعسكرات في جامعة درم، وجامعة نوتنغهام.

## اليمن
وفي مدينة ذمار، نظم الطلاب وأعضاء هيئة التدريس في جامعة ذمار وقفة احتجاجية تضامناً لدعم فلسطين ومعارضتهم لسياسة إسرائيل.

## الملاحظات
1. ↑  كما هو محدد في خريطة نشرتها سي إن إن بعنوان "احتجاجات الجامعات التي حدثت فيها الاعتقالات منذ 18 أبريل"، والتي تسلط الضوء على الكليات التي شهدت 45 اعتقالًا إجماليًا أو أكثر.[16]